# Právnická angličtina
Právnická angličtina představuje oblast anglického jazyka užívanou v právní oblasti, tedy právní jazyk. Jedná se o určitou dílčí součást jazyka, jelikož se vyznačuje specifickou slovní zásobou, morfologií, syntaxí a dalšími jazykovými rysy. Proto „studujeme právnickou angličtinu jako určitý druh jazyka se zvláštním použitím slovní zásoby, vět a syntaxe, což nám umožňuje efektivněji komunikovat“.
Termín legalese, který označuje právnickou hantýrku, má naopak pejorativní nádech a odkazuje na tradiční použití právnických termínů a výrazů, kterým „běžný člověk není schopen porozumět“. Tento výraz tedy označuje neprofesionální právnické vyjadřování, které je zdlouhavé, nicneříkající a obsahuje nadbytečné odborné výrazy či fráze. V historickém kontextu byl tento termín používán k označení jazyka, s nímž právník pracuje při sepisování smlouvy či u soudu, ale ve standardní konverzaci by jej nepoužil. Z tohoto důvodu byl tradiční způsob právnického vyjadřování považován za komplikovaný a čtenářsky nepříznivý. Zastánci používání běžného jazyka argumentují že "styl psaní by se neměl lišit v závislosti na úloze nebo čtenáři...; cokoliv právník píše by mělo být jasné, správné, výstižné a úplné".
Existují různé druhy právních textů, např.: a) akademické právní texty v právnických časopisech, b) soudní texty související se soudní praxí, c) legislativní právní jazyk užívaný v zákonech, nařízeních, vyhláškách apod. Jiným druhem je i jazyk užívaný v komunikaci s klientem, kdy je vyžadován přístupnější styl psané komunikace než pro komunikaci s právnickým profesionálem.
Právníci, kteří působí na mezinárodním poli a komunikují tak s klienty a právníky napříč kulturami, potřebují mít také nadnárodní právní povědomí a širokou jazykovou znalost. Nezávisle na formě právního jazyka, právní i jazykové dovednosti tvoří nezbytnou součást vzdělání i profesní vybavenosti.
Právnická angličtina má význam zejména při tvorbě právních dokumentů včetně:
- smluv, licencí atd.
- návrhů, žalob, rozsudků
- zákonů, nařízení, vyhlášek
- právnické korespondence

Právnická angličtina byla tradičně spojována především s anglicky mluvícími zeměmi (zvláště Spojené státy americké, Spojené království, Kanada, Austrálie, Nový Zéland a Jihoafrická republika), které sdílejí angloamerickou právní tradici. Právní angličtina se ale s rozmachem mezinárodního obchodu rozšířila, a tak dnes hraje roli i na půdě Evropské unie a je celosvětovým fenoménem.

## Historický vývoj
Moderní právnická angličtina je založená na standardní formě anglického jazyka. Přesto však obsahuje řadu neobvyklých prvků. Ty se nejvíce týkají terminologie, jazykové struktury a konvencí či interpunkce a mají svůj původ v historickém vývoji angličtiny jako právního jazyka.
V pravěké Británii byly právní záležitosti diskutovány v místním lidovém nářečí. Právnický jazyk a i celá právní tradice se změnily s příchodem dobyvatel během následujících století. Británie za dob Římanů si osvojila římský právní systém a jazykem právníků se tak stala latina. Po odchodu Římanů okolo roku 410 ovládli Británii Anglosasové a s nimi přišlo i jejich právo, jehož jazykem bylo německé nářečí. Od roku 600 byly také právní normy zaznamenány písemně ve staroangličtině. Následkem invaze Normanů se oficiálním právním jazykem stala anglo-normanská francouzština.
Pro účely soudních řízení se za vlády Normanů rozvinula právnická francouzština, z níž mnohé termíny přetrvaly až do současné právní angličtiny. Mezi ně patří např.: property, estate, executor nebo tenant. Používání právnické francouzštiny mělo zásadní vliv na jazyk moderní právnické francouzštiny. V roce 1362 bylo uzákoněno, že se všechna soudní řízení mají odehrávat výhradně v angličtině (zaznamenávány však byly v latině). Tento moment je považován za počátek moderní právnické angličtiny. Francouzština byla v některých oblastech využívána až do 17. století, ale postupně ztrácela na kvalitě.
Od roku 1066 se latina stala jazykem formálních záznamů a norem a angličtinou byla nahrazena v roce 1730. Jelikož latinou hovořili pouze vzdělaní lidé, nikdy se nepoužívala při debatách či soudních jednáních. Vliv latiny je patrný v řadě dodnes používaných výraz jako jsou například ad hoc, de facto, bona fide a další.

## Charakteristiky
Jak bylo řečeno výše, právnická angličtině se od běžného jazyka liší v řadě aspektů. Zde uvádíme ty nejvýznamnější:
- Používání odborných a technických termínů. Právnická angličtina používá – podobně jako různá jiná odborná odvětví – zvláštní terminologii, která je pro laika většinou neznámá a nesrozumitelná. Mnoho z těchto slov pochází z francouzštiny či latiny.
- Specifická slovní zásoba obsahuje i běžné výrazy, které však mají v právnickém kontextu zvláštní význam
- Absence interpunkce. Jedním z aspektů archaického právních záznamů byla právě nápadná absence interpunkce. Důvodem byl rozšířený názor, že interpunkce způsobuje nejednoznačnost, je nedůležitá a samotná slova pro zachycení podstaty významu stačí. V moderní právnické angličtině se interpunkce běžně využívá, a to právě ke zpřesnění významu.[7]
- Užívání dubletů a tripletů. Používání rozmanitých jazyků v počátcích vývoje právnického jazyka vedlo k tomu, že k označení jediného právního konceptu se často používá dvojice či trojice slov (null and void, fit and proper). Zpočátku měla tato slovní spojení sloužit k usnadnění porozumění mezi lidmi, kteří používali rozdílný jazyk (angličtinu, francouzštinu nebo latinu). V dnešní době se tato tendence ustanovila jako určitý stylistický standard i pro jiné právní koncepty.
- Neobvyklý slovosled. Někdy je slovosled v právních dokumentech velmi nestandardní. Neexistuje pro to žádný zvláštní důvod, ale je zřejmé, že vliv francouzské gramatické struktury zde sehrál velkou roli.
- Užívání nezvyklý pro-forem (the same, the said, the aforementioned). Jejich použití je neobvyklé zejména proto, že v běžné mluvě obvykle nahrazují podstatné jméno, kdežto v právnickém jazyce stojí často jako přídavné jméno.
- Užívání zájmenných příslovcí (hereof, whereof, thereof). Ty se obvykle v moderní angličtině nevyskytují. Jejich účelem v právnických textech je vyhnout se opakování jmen nebo frází.
- Užívání frázových sloves. Frázová slovesa hrají v právnické angličtině stejně důležitou úlohu jako ve standardní anglické mluvě.

## Vzdělání
Kvůli významné roli právnické angličtiny na poli mezinárodního obchodu i právnického jazyka jako takového existoval na mezinárodní úrovni již dlouhou dobu názor, že pro právníky není dostatečně, aby se vzdělávali pouze v běžné angličtině, neboť ta nedokáže úspěšně reflektovat požadavky na jazyk při právnickém jednání. Hlavním důvodem je skutečnost, že běžná výuka angličtiny neodráží modifikace jazyka v rámci jednotlivých právních odvětví ani specifika a konvence právnické angličtiny jakožto samostatného odvětví angličtiny.
Z toho důvodu pak nerodilí mluvčí angličtiny a studenti práv stále častěji usilují o získání vzdělání i v oblasti právnické angličtiny. Takové kurzy v současnosti poskytují právnické fakulty, jazyková centra, soukromé společnosti a další. V Británii existují tzv. zkoušky TOLES, které slouží k získání určité jazykové úrovně právě na poli právnické angličtiny. Bylo ustanoveno také každoroční setkání pod názvem Global Legal Skills Conference, kde si učitelé právnické angličtiny a další profesionálové vzájemně vyměňují informace o postupech, metodách a učebních materiálech.